# Piton de la Petite Rivière Noire
Der Piton de la Petite Rivière Noire ist der höchste Berg auf der Insel Mauritius im Indischen Ozean. Im Black-River-Bezirk gelegen, erhebt er sich zu einer Höhe von 828 m und bildet einen Teil der Black-River-Bergkette.
Daneben gibt es zwei andere Hauptbergketten auf Mauritius: Moka-Port Louis und Grand Port-Savanne. Die Moka-Port-Louis-Bergkette schließt die Berge Pieter Both (820 m) und Le Pouce (812 m) ein, die die zweit- und dritthöchste Erhebung auf Mauritius bilden. Beide sind bekannter als der Piton de la Petite Rivière Noire im Südwesten.